# Kroatisztika
A kroatisztika (horvátul: Kroatistika; németül: Kroatistik; latinul: Croatistica) a szlavisztika egyik altudománya, amely a horvát nyelv, irodalom, történelem és kultúra tanulmányozásával foglalkozik. A kroatisztika szlavisztikán belül a délszláv alcsoporthoz tartozik. 

## Története
A horvátokkal foglalkozó tudományterületet különböző keretek között szervezték meg a Zágrábi Egyetem Bölcsészettudományi Karának megalapítása óta. A kroatisztika létrehozása a Zágrábi Egyetemen szorosan összefonódott a szlavisztikával, amely a Bölcsészettudományi Kar 1874-es megalapítása óta már javában folyt. A prágai Károly Egyetem egykori adjunktusa, Leopold (Lavoslav) Geitler lett Zágrábban az első főállású szlavisztika professzor, és huszonegy kurzusa közül kettő („A horvát nyelv formái az összehasonlítás perspektívájából” és „Óbolgár és horvát szókincs”) vezette be először egyetemi szinten a kroatisztikát, mint tudományágat.
Az 1875/76-os tanév kezdetén a Horvát vagy Szerb Nyelv és Irodalom Tanszék függetlenné vált a Szláv Tanszéktől. A századfordulón a szlavisztikán belül külön nemzeti nyelvészeti tanulmányok alakultak ki, elsősorban az orosz, majd a lengyel, a cseh és más szláv nyelvészeti ágak. Ugyanebben az időben akroatisztika tovább fejlődött a jugoszláv vagy szerb-horvát tanulmányok keretén belül.

## Neves kroatisták
- Heka László (1959-)
- Sokcsevits Dénes (1960-)